# Проєкція вектора
Вектор проєкції вектора a на ненульовий вектор b (також відомий як компонента вектора) є ортогональною проєкцією на пряму лінію, паралельну b. Вектор, паралельний b, визначається як 
{\displaystyle \mathbf {a} _{1}=a_{1}\mathbf {\hat {b}} \,},
де {\displaystyle a_{1}} є скаляром (називається скалярною проєкцією a на b) та b̂ одиничний вектор у напрямку b.
У свою чергу, скалярна проєкція визначається як 
{\displaystyle a_{1}=|\mathbf {a} |\cos \theta =\mathbf {a} \cdot \mathbf {\hat {b}} =\mathbf {a} \cdot {\frac {\mathbf {b} }{|\mathbf {b} |}}\,},
де оператор · позначає скалярний добуток, |а| — це довжина, і {\displaystyle \theta } представляє кут між а і b. Скалярний проєкція дорівнює довжині проєкції вектора, зі знаком мінус, якщо напрямок проєкції протилежно напрямку b.
Вектор проєкція а на b іноді позначається a∥b.

## Вектор проєкції
Вектор проєкції а на b є вектором, величина якого скалярна проєкція на b і кут, проти b 0 або 180 градусів.
А саме, визначається як: {\displaystyle \mathbf {a} _{1}=a_{1}\mathbf {\hat {b}} =(|\mathbf {a} |\cos \theta )\mathbf {\hat {b}} }, де a1 є відповідна скалярна проєкція, як визначено вище, і b одиничний вектор з тим же напрямком, що і b:
{\displaystyle \mathbf {\hat {b}} ={\frac {\mathbf {b} }{|\mathbf {b} |}}\,}.

Проєкцією вектора a на інший вектор b є вектор, що обчислюється за формулою
{\displaystyle \mathrm {proj} _{\mathbf {B} }\,(\mathbf {A} )={\frac {\mathbf {A} \cdot \mathbf {B} }{|\mathbf {B} |^{2}}}{\mathbf {B} }.}

## Визначення в термінах а таb
Коли θ невідомо, косинус θ може бути обчисленим в термінах а та b
{\displaystyle {\frac {\mathbf {a} \cdot \mathbf {b} }{|\mathbf {a} |\,|\mathbf {b} |}}=\cos \theta \,}

## Скалярна проєкція
До вищезазначеної властивості скалярного добутку, визначенням скалярної проєкції стає
{\displaystyle a_{1}=|\mathbf {a} |\cos \theta =|\mathbf {a} |{\frac {\mathbf {a} \cdot \mathbf {b} }{|\mathbf {a} |\,|\mathbf {b} |}}={\frac {\mathbf {a} \cdot \mathbf {b} }{|\mathbf {b} |}}\,}

## Вектор проєкції
Аналогічним чином, визначення вектора проєкції а на b стає
{\displaystyle \mathbf {a} _{1}=a_{1}\mathbf {\hat {b}} ={\frac {\mathbf {a} \cdot \mathbf {b} }{|\mathbf {b} |}}{\frac {\mathbf {b} }{|\mathbf {b} |}},}
що еквівалентно
{\displaystyle \mathbf {a} _{1}=(\mathbf {a} \cdot \mathbf {\hat {b}} )\mathbf {\hat {b}} ,} або
{\displaystyle \mathbf {a} _{1}={\frac {\mathbf {a} \cdot \mathbf {b} }{|\mathbf {b} |^{2}}}{\mathbf {b} }={\frac {\mathbf {a} \cdot \mathbf {b} }{\mathbf {b} \cdot \mathbf {b} }}{\mathbf {b} }.}
Остання формула є більш ефективною для обчислювання, ніж перша. В кожній з формул потрібно обчислювати скалярний добуток і множити скаляр на вектор, але в першій формулі потрібно додатково обчислювати квадратний корінь та ділити вектор на число., в той час коли в останній потрібно лише розділити скаляр на скаляр.
Відкидання вектора
За визначенням,
{\displaystyle \mathbf {a} _{2}=\mathbf {a} -\mathbf {a} _{1}.}
Отже,
{\displaystyle \mathbf {a} _{2}=\mathbf {a} -{\frac {\mathbf {a} \cdot \mathbf {b} }{\mathbf {b} \cdot \mathbf {b} }}{\mathbf {b} }.}

## Властивості
Скалярна проєкція
Скалярний проєкція a на b є скаляр, який має від'ємний знак, якщо 90 < θ ≤ 180 градусів. Вона збігається з довжиною | C | вектора проєкції, якщо кут менше 90 °. Більш точно:
- a1 = |a1|, якщо 0 ≤ θ ≤ 90 градусів,
- a1 = −|a1|, якщо 90 < θ ≤ 180 градусів.

Векторна проєкція
Вектор проєкція а на b вектор a1, який є або нульовим або паралельним b. Більш точно:
- a1 = 0, якщо θ = 90°,
- a1 та b мають однаковий напрямок, якщо 0 ≤ θ < 90 градусів,
- a1 and b мають однаковий напрямок, якщо 90 < θ ≤ 180 градусів.

## Матриця проєкції
Ортогональна проєкція може бути представлена матрицею проєкції. Для проєктування вектора на одиничний вектор a = (ax, ay, az), потрібно домножити на проєкцію матриці:
{\displaystyle P_{\mathbf {a} }=\mathbf {a} \mathbf {a} ^{\textsf {T}}={\begin{bmatrix}a_{x}\\a_{y}\\a_{z}\end{bmatrix}}{\begin{bmatrix}a_{x}&a_{y}&a_{z}\end{bmatrix}}={\begin{bmatrix}a_{x}^{2}&a_{x}a_{y}&a_{x}a_{z}\\a_{x}a_{y}&a_{y}^{2}&a_{y}a_{z}\\a_{x}a_{z}&a_{y}a_{z}&a_{z}^{2}\\\end{bmatrix}}}

## Використання
Проєкція вектора є важливою операцією в процесі Грама — Шмідта ортогоналізації базису векторного простору. Також використовується в теоремі про розділову гіперплощину.

## Узагальнення
Оскільки поняття довжини вектора і кута між векторами може бути узагальненим на будь-якому n-мірному простору, це вірно і для поняття ортогональної проєкції вектора, проєкції вектора на інший, а також відхилення одного вектора від іншого. У деяких випадках, скалярний добуток збігається з добутком точки. Всякий раз, коли вони не збігаються, то скалярний добуток використовується замість скалярного добутку в формальному визначенні проєкції та відхиленні.
Для отримання тривимірного внутрішнього простору, поняття проєкції вектора на інший і відхилення вектора від іншого може бути узагальнено на поняття проєкції вектора на площину, і відхилення вектора від площини.
Проєкція вектора на площині є її ортогональною проєкцією на цю площину. Відхилення вектора від площини є її ортогональною проєкцією на прямій лінії, ортогональної до цієї площини. Обидва вектора, по-перше, паралельно площині, по-друге ортогонально. Для даного вектора і площини, сума проєкції і відхилення дорівнює вихідному вектору.
Так само для  внутрішніх  просторів у більш ніж трьох вимірах, поняття  проєкції на вектор  та відхилення від вектора можна узагальнити на поняття проєкції на гіперплощину, і відхилення від гіперплощини.